# 라디오천하
라디오천하는 SBS 러브FM에서 방송했던 라디오 프로그램이다.
2004년 10월 18일에 첫방송을 시작해 역대로 시간대와 DJ가 변경되어 방송됐으나 2006년 11월 3일 방송을 마지막으로 2년 만에 폐지되었다.

## 역대 방송시간
| 방송 채널  | 방송 기간                          | 방송 시간                                              |
| ---------- | ---------------------------------- | ------------------------------------------------------ |
| SBS 러브FM | 2004년 10월 18일 ~ 2006년 4월 30일 | 평일 오후 2:20 ~ 오후 4:00, 주말 오후 2:05 ~ 오후 4:00 |
| SBS 러브FM | 2006년 5월 1일 ~ 2006년 11월 3일   | 평일 오후 4:05 ~ 저녁 6:00                             |

## 역대 DJ
- 2004년 10월 18일 ~ 2005년 5월 1일 : 이택림, 소찬휘
- 2005년 5월 2일 ~ 2005년 10월 31일 : 이택림, 김미연
- 2005년 11월 1일 ~ 2006년 4월 30일 : 이택림, 서주경
- 2006년 5월 1일 ~ 2006년 11월 3일 : 이택림